# Bessatsu Margaret
Bessatsu Margaret (別冊マーガレット?, Bessatsu Māgaretto) a volte abbreviato come Betsuma, è una rivista contenitore di manga shōjo pubblicata mensilmente dalla Shūeisha. È destinata principalmente ad un pubblico di ragazze adolescenti dai 12 ai 17 anni.
Esponenti di spicco della rivista sono i mangaka: Masako Watanabe, Kaoru Tada, Aya Nakahara, Suzue Miuchi, Mitsuba Takanashi, Io Sakisaka, Yoko Kamio e Ayuko Hatta.

## Storia
Venne fondata nel 1964 come allegato di un'altra rivista di Shueisha: Margaret, in seguito la popolarità del periodico e delle sue serie ottenne una sua dignità come rivista.

## Mangaka e serie pubblicate nelBessatsu Margaret

### 0-9
- 100M no Snap - Fusako Kuramochi
- 3 Banme no Kareshi - Matsu Kotou
- 360° Material - Minami Touko
- 4.6.8 April June August - Ikumi Kudou
- 777 - Matsu Kotou

### A
- A-Girl - Fusako Kuramochi
- Abekobe - Noriko Ootani
- Acanthus - Izumi Yamaguchi
- After School - Mari Fujimura
- Afureru - Yuki Ando
- Ai daro. - Kazumi Sakurayama
- Ai ga Areba Ii Noda - Ryou Ikuemi
- Ai no Aranjuez - Satoru Makimura
- Ai no Tame ni - Kazune Kawahara
- Aisare Taishitsu - Matsu Kotou
- Aishite Night - Kaoru Tada
- Aka to Ao no Kajitsu - Matsu Kotou
- Akai Glass Mado - Fusako Kuramochi
- Akai Megami - Suzue Miuchi
- Akane-kun no kokoro - Nojin Yuki
- Akiko - Masako Watanabe
- Akuma de Sourou - Mitsuba Takanashi
- Anata Nanka Iranai - Ao Mimori
- Anata ni Au Made... - Mari Fujimura
- Andante no Koi - Matsu Kotou
- Ano Ko no Himitsu - Mihoko Kojima
- Ano Kuroi Neko ni Kiite - Kana Akino
- Ao Haru Ride - Io Sakisaka
- Aoyama Tsukiko desu! - Nojin Yuki
- Aozora Yell - Kazune Kawahara
- Appuppu - Yuu Azuki
- Ashite no Knight - Kaoru Tada
- Atashi no Banbi - Akira Ozaki
- Atashi no Otoko ni Te wo! - Natsume Hirose
- Atashinchi no Danshi - Minami Mizuno
- Atashi wo Mitsukete - Ikumi Kudou

### B
- B.O.D.Y. - Ao Mimori
- Baby Blue - Ryou Ikuemi
- Bambi no Tegami - Ichigo Takano
- Bara to Sumire to - Ikumi Kudou
- Barairo no Ashita - Ryou Ikuemi
- Benkyou no Jikan - Minami Touko
- Benkyou Shinasai! - Aya Nakahara
- Beniiro Hiro - Mitsuba Takanashi
- Berry Dynamite - Aya Nakahara
- Bijin wa Ikaga? - Youko Tadatsu
- Blue - Io Sakisaka
- Boku to Asobou ka! - Ryou Ikuemi
- Bokura no Ibasho - Aya Nakahara
- Boku no Sekai Kimi no Real - Ayuko Hatta
- Bokura no Yukue wa - Kana Watanabe
- Boyfriend no Jouken - Kaori Matsumoto
- By and By - Ryou Ikuemi
- Bye Bye BF-dono - Youko Tadatsu
- Bye Bye Boyfriend-dono! - Youko Tadatsu
- Bye Bye Liberty - Ayuko Hatta

### C
- Camera to Natsu to Sailor-fuku - Teko Tanaka
- Cat Street - Yoko Kamio
- Change! - Mao Hashiba
- Charlotte! - Ayane Shiro
- Cheap Thrill - Fusako Kuramochi
- Cherry no Antenna - Matsu Kotou
- Chihana-chan chi wa futsuu - Fusako Kuramochi
- Chocolate BF - Ikumi Kudou
- Chocolate Underground - Aiji Yamakawa
- Chouritsu!! Momonoki Koukou - Aruko
- Citrus - Ayuko
- Color - Ao Mimori
- Cosmic Colour - Shimako Yomoto
- Crazy for You - Karuho Shiina
- Cream Caramel - Ikumi Kudou
- Cream Caramel Chocolate - Ikumi Kudou
- Cream Caramel Ichigo Milk - Ikumi Kudou
- Crime Crime: Hard Luck Woman - Shiki Kawabata
- Crimson Hero - Mitsuba Takanashi

### D
- Daimaou no Setsuna - Peko Igari
- Dakishimetaiyo Motto - Ao Mimori
- Dancing Generation - Satoru Makimura
- Dandara - Kira
- Dangerous Girls - Kazumi Sakurayama
- Dare ga Suppin Miseru Ka Yo - Momoko Koda
- Dear My Guardy - Umi Ayase
- Diamond Paradise - Satoru Makimura
- Domino - Izumi Yamaguchi
- Drop - Saori
- Dynamite Milk Pie - Suzue Miuchi

### E
- Encore ga 3kai - Fusako Kuramochi
- Engage - Ryou Ikuemi

### F
- Five - Shiori Furukawa
- Flower - Naoko Wada
- French Beans Chocolate - Matsu Kotou
- Fujishiro-san-kei. - Nojin Yuki
- Fushigi na Chikara de - Ikumi Kudou
- Fushigi no Kuni no Arisugawa-san - Akira Ozaki
- Futago Gokko - Matsu Kotou
- Futtemo Haretemo - Mari Fujimura
- Fuyu Haru Anata - Fusako Kuramochi

### G
- Gakkyuu x Hierarchy - Mari Fujiwara
- Gal Japon - Masako Shitara
- Garakuta Planet - Karuho Shiina
- Gate of Planet - Io Sakisaka
- Gin'iro no Kami no Arisa - Shinji Wada
- God Bless You - Satoru Makimura
- Gogatsu Full Days - Kana Akino
- Grape Pine - Shiori Furukawa
- GuruGuru Meguru - Ayuko Hatta

### H
- Haikei Date Masamune-sama - Tsubasa Nakajima
- Hakoniwa no Soleil - Shiki Kawabata
- Hal - Umi Ayase
- Hanada - Aya Nakahara
- Hana to Rakurai - Kana Watanabe
- Happy End - Natsu Aikawa
- Happy Kiss - Ramune Kiuchi
- Haru ga Kurumade - Yoko Fujito
- Haru ni Arashi to Yuki ga Furu! - Ayuko Hatta
- Haru Niwa - Riho Masuda
- Haru x Kiyo - Akira Ozaki
- Harukanaru Kaze to Hikari - Suzue Miuchi
- Hatsukoi Goal no Mukougawa - Ryou Ikuemi
- Hatsukoi Lollipop - Kaori Matsumoto
- Heroine Shikkaku - Momoko Koda
- Hibi Kore Koujitsu - Mahiru Hinata
- Hima nano de Okujou ni imasu - Ayane Ukyou
- Hime Gimi - Riya Sakurai
- Himitsu Kichi - Aya Nakahara
- Hiyoko Hiyori - Ikumi Kudou
- Hiyoko Romantica - Ayuko Hatta
- Hollywood Game - Fusako Kuramochi
- Honey - Amu Meguro
- Honey Bunny! - Ryou Ikuemi
- Honto no Koi wo Ageru ne - Natsume Hirose
- Honto no Koi wo Misete Yaru - Ikumi Kudou
- Hoo ni Shizumu - Aki Yawata
- Hoshi to Kuzu: Don't Worry, Be Happy! - Kaori Hoshiya
- Hoshikuzu Crybaby - Kana Watanabe
- Hot Ice Tune - Yuki Andou
- Hot Road - Taku Tsumugi
- Houkago x Ponytail - Teko Tanaka
- Hunky Dory - Kana Watanabe

### I
- I Doll - Matsu Kotou
- I Love Her - Ryou Ikuemi
- Ibara no Kanmuri - Yōko Kamio
- Ibitsu na Hoshi no Katachi - Karuho Shiina
- Ichigo Channel - Mimi Tajima
- Ichikyuu - Ao Mimori
- Igano Kabamaru - Yu Azuki
- Imitation Colors - Noriko Ootani
- Irodori Midori -
- Iroha ni Konpeito - Fusako Kuramochi
- Irotoridori no - Shimako Yomoto
- Ishindenshin no Otsuki-san - Ryou Ikuemi
- Itazura na Kiss - Kaoru Tada
- Ito no Kirameki - Fusako Kuramochi
- Itoshi Kingyo - Ichigo Takano
- Itsumo Pocket ni Chopin - Fusako Kuramochi

### J
- Jesus! Jesus!! - Ikumi Kudou
- Junjou Drop - Aya Nakahara
- Junai Orange - Matsu Kotou

### K
- Kamisama no Iutoori - Ao Mimori
- Kano Hitoya Tsuki - Ryou Ikuemi
- Kare ga Kanojo wo Tsukuranai Riyuu - Kaori Matsumoto
- Kare no Te mo Koe mo - Ryou Ikuemi
- Karisuma - Riya Sakurai
- Kimi ni todoke - Karuho Shiina
- Kimi no Uta ga Aru - Ryou Ikuemi
- Kimi to Eureka - Ayuko
- Kimi wa Ousama - Miwa Sakurai
- Kimi wo Chuushin ni Sekai wa Mawaru - Ayuko Hatta
- Kirinkan Tooru - Keiko Shiomori
- Kiss+πr² - Fusako Kuramochi
- Kodoku na Tonakai - Saori
- Kodomo no Niwa - Ryou Ikuemi
- Koi ni Ochiru - Karuho Shiina
- Koi no Furu Hi ni - Matsu Katou
- Koi wo Shiranai Bokutachi wa - Minami Mizuno
- Koigokoro Part 2 - Natsume Hirose
- Koikina Yatsura Part II - Yukari Ichijo
- Koiseyo Moyashi - Ayuko
- Koisuru Little - Haruno Aoyama
- Koisuru Onnanoko wa Itsumo - Shimako Yomoto
- Kokuhaku Gokko - Mihoko Kojima
- Konpeito wa amai - Fusako Kuramochi
- Kontou Shoujo - Yuki Andou
- Kore wa Ai ja Nai node, Yoroshiku - Nojin Yuki
- Koukou Debut - Kazune Kawahara
- Kozue-chan no Koukan Nikki - Haru Niwano
- Kujaku no Kyoushitsu - Mitsuba Takanashi
- Kyoushitsu no Hajikko - Kana Akino
- Kyoushitsu no Naka -

### L
- Love Berry Raspberry -
- Love Catalogue - Masami Nagata
- Love Drug - Natsume Hirose
- Love! Love! Love! - Aya Nakahara
- Love me knight - Kaoru Tada
- Love*Me*Baby - Yukie Noborio
- Loveletter from... - Aruko
- Lovely Complex - Aya Nakahara
- Lovely Complex Two - Aya Nakahara

### M
- Mabuta no Hito - Mao Hashiba
- Machida-kun no Sekai - Yuki Andou
- Mahoutsukai no Shinyuu - Yuzuki Ayuko
- Majo Media - Suzue Miuchi
- Mako to Aki-chan no Koigokoro - Amu Meguro
- Magnet na Watashitachi - Teko Tanaka
- Manatsu no Blue - Aya Fujii
- Mashikaku Rock - Kana Watanabe
- Massugu ni Ikou - Kira
- Mayuge no Kakudo wa 45° de - Kazune Kawahara
- Megattari, Kanattari. - Matsu Kotou
- Midnight Children - Mayu Shinjo
- Midori-kun wa Junjou - Kaori Matsumoto
- Milky Way - Kaede Satou
- Milly tadaima sanjou! - Youko Tadatsu
- Mitsugetsu - Ikumi Kodou
- Mitsumete Itai - Ryou Ikuemi
- Mizu ni E o Kaku - Mari Fujimura
- Mueteki no Love Power - Kazune Kawahara
- My Favorite Girl - Mari Fujimura
- My Hero - Teko Tanaka
- My Sweet Dragon - Yuuka Sakaki

### N
- Nanaco Robin - Aya Nakahara
- Nageki no Marie - Wakana Yanai
- Nani Shite Asobu? - Ao Mimori
- Narukou Shiikubu - Emi Fujino
- Natural Beauty - Matsu Kotou
- Navy Blue no Hoshizora - Wakana Yanai
- Netsuretsu Teens - Natsume Hirose
- Rainbow Days - Minami Mizuno
- Nijikuro Gakuen no Nijichou: Seikatsu Shidou-hen - Minami Mizuno
- Nostalgia - Saori Hagiwara
- NY Bird - Satoru Makimura

### O
- Obake Tango - Fusako Kuramochi
- Okane Tamemasu - Youko Tadatsu
- Omoi, Omoware, Furi, Furare - Io Sakisaka
- Ookami Shōnen - Ichigo Takano
- Ookami Shoujo to Kuro Ouji - Ayuko Hatta
- Ootagawa Junjou Lovers - Akira Ozaki
- Orange- Ichigo Takano
- Orange Time - Rin Saitou
- Ore Ride!! - Kazune Kawahara
- Oshaberi Kaidan - Fusako Kuramochi
- Osusume Boyfriend - Ryou Ikuemi

### P
- Pandora no Himitsu - Suzue Miuchi
- Paradise Wars - Mari Fujimura
- Peach Sisters - Mihoko Kojima
- Pink Choodai - Matsu Katou
- Platinum Snow - Kazune Kawahara
- Pokemen! - Minori Kurosaki
- Pops - Ryou Ikuemi
- Pretty Days - Mihoko Kojima
- Produce - Kana Akino

### R
- R17 - Konatsu
- Ranran - Ryou Ikuemi
- ReRe Hello - Minami Touko
- Renai Catalogue - Masami Nagata
- Return - Natsume Hirose
- Ringo Nikki - Aya Nakahara

### S
- Sagashimono - Touko Minami
- Saijou Kai Romance - Mari Fujimura
- Sakura Irony - Matsu Kotou
- Sakura Ryou March - Karuo Shiina
- Sayonara Rocking Horse -
- Sayonara Watashitachi - Ayuko
- Seishun Note - Umi Ayase
- Seishun no Tamago - Aya Nakahara
- Seishun Punch - Matsu Kotou
- Seishun Walker - Noriko Ootani
- Sekai no Owari to Guruguru Bambi - Aya Fujii
- Sekai wa Minna Boku no Tame - Rin Saitou
- Sensei! - Kazune Kawahara
- Sensei Kunshu - Momoko Koda
- She Is Mine - Ao Mimori
- Shinbun-bu no Komatsu-san - Minami Mizuno
- Shiroi Idol - Fusako Kuramochi
- Shiro no Falucca - Satoru Makimura
- Shisen no Saki ni - Mato Yamamoto
- Shooting Star - Ichigo Takano
- Shoujo Shounen Gakkyuudan - Mari Fujimura
- Shout! - Masami Nagata
- Shuudensha - Aruko
- Shuugaku Ryokou - Kazune Kawahara
- Singles - Mari Fujiwara
- Sixteen Syndrome - Konatsu
- Sonde Murasaki Doonatta? - Momoko Koda
- Sonna no Koi ja Nai - Ao Mimori
- Sora wo kakeru yodaka - Shiki Kawabata
- Soredemo kimi ga - Yuri Nakagawa
- Stand by Me Love Letter - Riho Masuda
- Stand Up! - Aiji Yamakawa
- Stardust 3-Nenme - Ryou Ikuemi
- Starlight - Fusako Kuramochi
- Stella to Mille Feuille - Kana Watanabe
- Strobe Edge - Io Sakisaka
- Suki nanoni Suki dakara - Mitsuo Shimokitazawa
- Suki Nante Ienai - Akira
- Suki tte iwaseru houhou - Masami Nagata
- Sumire Syrup - Kaede Satou
- Suteki na Kareshi - Kazune Kawahara

### T
- Tareme no Morikawa-san - Fujimatsu
- Teens Company - Mari Yoshii
- Tennen Banana Koujou - Ryou Ikuemi
- Tensei - Kazune Kawahara
- Territory M no Juunin - Touko Minami
- Te wo Tsunagou yo - Amu Megumu
- Tig-Hug Planet - Amu Meguro
- Timetable - Fusako Kuramochi
- To Be... - Kazumi Sakurayama
- Tokimeki Gakuen Oujigumi - Aya Nakahara
- Tokyo no Casanova - Fusako Kuramochi
- Tokyo Style Bakudan - Natsume Hirose
- Tomodachi no Hanashi - Kazune Kawahara/Aiji Yamakawa
- Tonari no Takashi-chan. - Mari Fujimura
- Tora to Ookami - Yoko Kamio
- Try Me Boy! - Touko Minami
- Tsukiyo-Zoushi - Hiro Himegami
- Tsumari wa Kimi ga Itoshii no desu - Yuri Nakagawa

### U
- Umi no Teppen - Fusako Kuramochi
- Unubore Heart's Cry - Ayuko
- Uta Utai no Teema - Ryou Ikuemi

### V
- Vanishing My First Love -  Wataru Hinekure, Aruko
- Velvet Army - Satoru Makimura
- Vivid Cherry - Umi Ayase

### W
- Wagatomo Frankenstein - Shinji Wada
- Warui Hito - Aya Fujii
- Watashi ga Itemo Inakutemo - Ryou Ikuemi
- Watashi no Itoshii Kutsu - Manami Ouchi
- Watashi wa Yume Miru Shoujo - Ryou Ikuemi
- Wazuka 1-shousetsu no Lalala - Fusako Kuramochi

### Y
- Yajirobee - Aiji Yamakawa
- Yajuu Kanojo - Konatsu
- Yasuko to Kenji - Aruko
- Yoakemae - Touko Minami
- Yotteke! Otoko Mura - Momoko Koda
- Yume Miru Taiyou - Ichigo Takano
- Yume o Mita. - Ryou Ikuemi